# Pugwash Conferences on Science and World Affairs

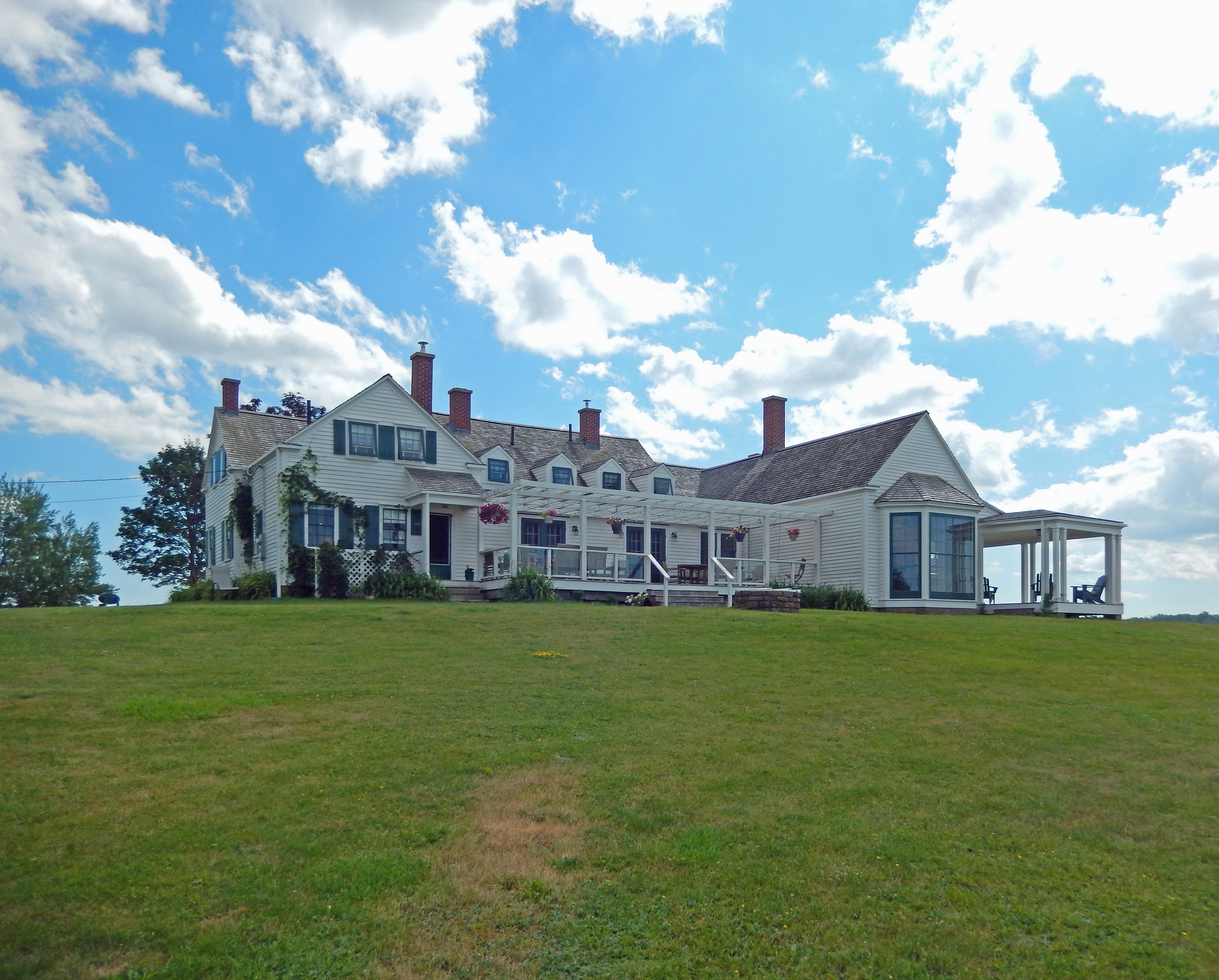
Die Thinker’s Lodge in Pugwash (2017)

Die Pugwash Conferences on Science and World Affairs sind eine Tagungsreihe in Pugwash, Nova Scotia, Kanada.
Im Jahr 1957 organisierte und finanzierte Cyrus S. Eaton, angeregt vom Russell-Einstein-Manifest (1955), die erste Pugwash Conference on Science and World Affairs in seinem Geburtsort, dem Fischerdorf Pugwash. Seither kamen dort einflussreiche internationale Wissenschaftler zu Sitzungen und Workshops zusammen, um einen Beitrag zu Fragen der atomaren Bedrohung, von bewaffneten Konflikten und Problemen der globalen Sicherheit zu leisten. Inzwischen veranstaltet die Organisation Pugwash International neben Jahrestagungen Workshops zu Themen wie nukleare Abrüstung, biologische und chemische Waffen, regionale Konflikte, der Verbreitung von Waffentechnologien und Verantwortung der Naturwissenschaftler.
1987 war die Pugwash-Bewegung mit dem Antonio-Feltrinelli-Preis ausgezeichnet worden.
Fünfzig Jahre nach den Atombombenabwürfen auf Hiroshima und Nagasaki, wurde 1995 den Pugwash Conferences (stellvertretend Francesco Calogero als ihr Generalsekretär) und  Józef Rotblat je zur Hälfte der Friedensnobelpreis verliehen. Die Laudatio nennt „ihre Bemühungen, die Rolle von Kernwaffen in der internationalen Politik zu verringern und auf längere Sicht diese Waffen abzuschaffen“. Gemeint war ihr entscheidender Anteil am Atomteststoppvertrag im Jahre 1963 und am Atomwaffensperrvertrag.

## Belege
1. ↑  Twenty years ago, Pugwash and Joseph Rotblat won the Nobel Peace Prize. In: Milestones. Pugwash, 22. Februar 2015, abgerufen am 13. März 2024.
2. ↑  Informationen der Nobelstiftung zur Preisverleihung 1995 an Pugwash Conferences (englisch)